# Gaisalphorn
Das Gaisalphorn (auch Gaißalphorn) ist ein 1953 m ü. NHN hoher Berggipfel in den Allgäuer Alpen bei Oberstdorf. Er liegt in dem Bergzug, der vom Nebelhorn zum Rubihorn zieht. 
Werden als Kriterium für einen eigenständigen Berggipfel eine Schartenhöhe von mindestens 30 m sowie als Kriterium für einen eigenständigen Berg eine Schartenhöhe von mindestens 100 m herangezogen, ist das Gaisalphorn als Nebengipfel des Westlichen Wengenkopfs zu betrachten.

## Besteigung
- Vom Nebelhorn kommend: Gipfelstation der Nebelhornbahn (2.224 m) – Gundkopf (2.062 m) – Geißfuß (1.980 m) – Gaißalphorn (Trittsicherheit erforderlich)
- Von Reichenbach kommend: Reichenbach – Gaißalpe (1.149 m) – Unterer Gaißalpsee (1.509 m) – Niedereck (1.862 m) – Gaißalphorn (diese Variante erfordert absolute Trittsicherheit und Schwindelfreiheit, durch Seile und eine kurze Leiter gesichert)

## Weblinks

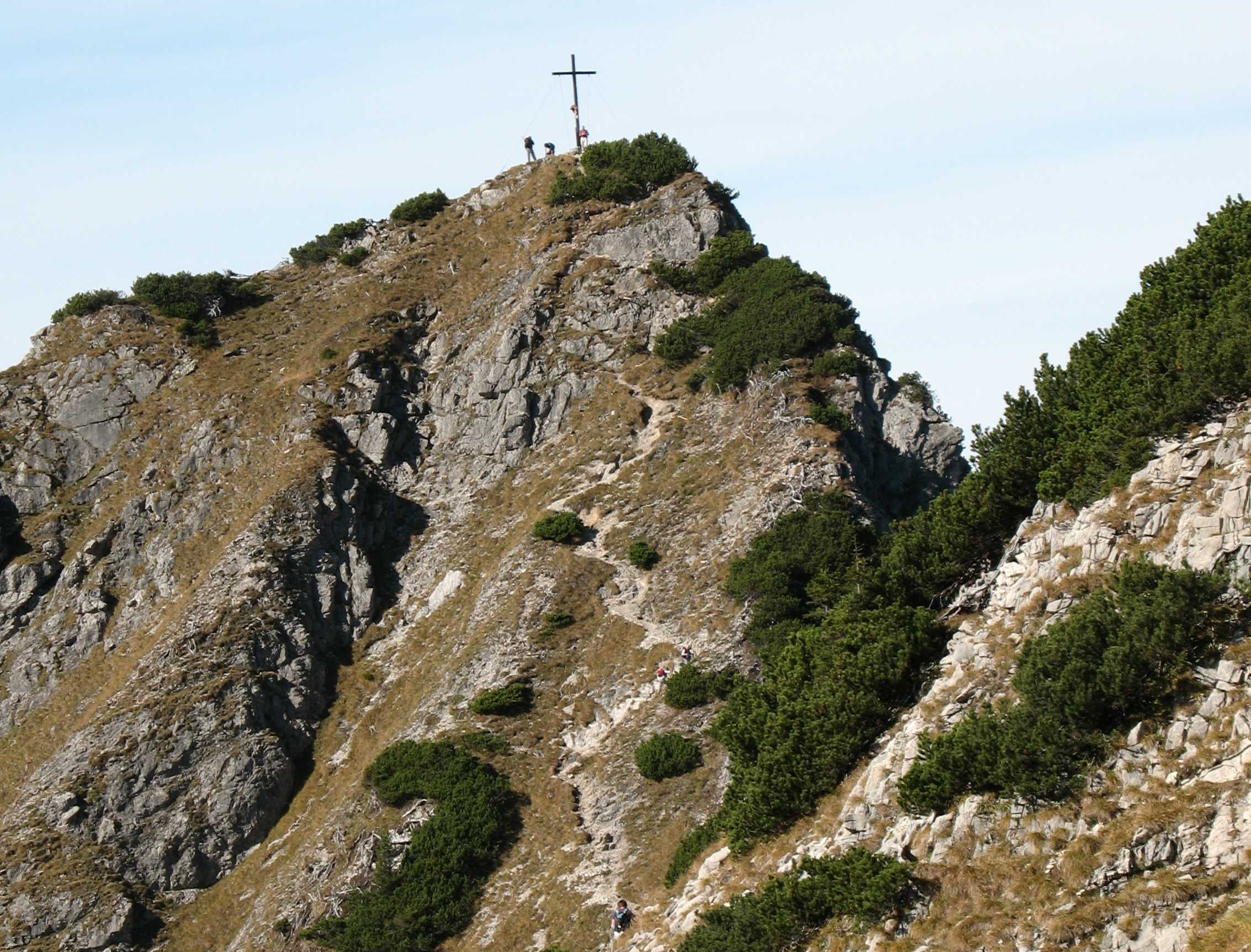
Blick zum Gipfel